# Гродзець (Великопольське воєводство)
Гродзець (пол. Grodziec) — село в Польщі, у гміні Гродзець Конінського повіту Великопольського воєводства.
Населення — 1650 осіб (2011).
У 1975-1998 роках село належало до Конінського воєводства.

## Демографія
Демографічна структура станом на 31 березня 2011 року:
|          | Загалом | Допрацездатний вік | Працездатний вік | Постпрацездатний вік |
| -------- | ------- | ------------------ | ---------------- | -------------------- |
| Чоловіки | 815     | 193                | 559              | 63                   |
| Жінки    | 835     | 163                | 509              | 163                  |
| Разом    | 1650    | 356                | 1068             | 226                  |